# Ольшевский, Ян
Ян Фердинанд Ольше́вский (пол. Jan Ferdynand Olszewski; 20 августа 1930, Варшава — 7 февраля 2019, там же) — польский политик, премьер-министр Польши (23 декабря 1991 — 5 июня 1992).

## Биография
В 1953 году окончил юридический факультет Варшавского университета. Работал в Министерстве юстиции и Академии наук. В 1956 году выступил в печати с призывом реабилитировать участников Армии Крайовой, и уже в 1957 году ему было запрещено заниматься журналистикой. В 1960-е Ольшевский был адвокатом на нескольких процессах польских диссидентов. Координировал кампанию защиты осуждённых членов подпольной антикоммунистической организации Рух. Благодаря своей правозащитной деятельности Ольшевский вскоре стал известен в оппозиционных кругах. Участвовал в организации оппозиционных интеллектуалов Польское независимое соглашение, был автором самиздатовской статьи Гражданин и Служба безопасности, содержащей практические рекомендации на случай ареста и допроса.
После введения в Польше военного положения 13 декабря 1981 года примкнувший к «Солидарности» Ольшевский не прекратил заниматься правозащитной деятельностью. В конце 80-х участвовал в работе «круглого стола» властей и оппозиции ПНР.
Был избран в Сейм в 1991 году, участвовал в работе комиссии по подготовке новой Конституции. Ольшевский представлял партию «Соглашение Центра» (пол. Porozumienie Centrum), видными функционерами которой в это время были братья Качиньские. Вскоре после выборов президент Лех Валенса предложил Ольшевскому возглавить правительство. При этом Ольшевский настоял на том, чтобы в его правительство не вошёл архитектор «шоковой терапии» в Польше Лешек Бальцерович. Свой первый зарубежный визит Ольшевский нанёс в Ватикан (февраль 1992).
Премьерство Ольшевского было омрачено противостоянием с президентом, что привело к скорой отставке кабинета. Главным действием Ольшевского на этом посту стало проведение закона о люстрации (который, однако, был вскоре признан неконституционным). Как позднее написал польский политолог Александр Смоляр (Aleksander Smolar), «В общественном сознании сохранилась память о грубых попытках люстрации: многих лидеров Польши, включая Леха Валенсу, публично обвинили в том, что они являлись агентами тайной полиции; в печати были опубликованы десятки имён из числа руководителей страны». 5 июня 1992 года его правительству был вынесен вотум недоверия.
В 1995 году участвовал в президентских выборах и занял на них четвёртое место, получив 1 225 453 (6,86 %) голосов. Тогда же создал консервативно-популистскую партию Движение польской реконструкции, которую возглавлял до 2011 года. Позднее поддерживал братьев Качиньских и правые партии — Лигу польских семей и Право и справедливость.

## Награды
В 2009 году Ольшевский был удостоен высшей награды Польши — ордена Белого орла.
В 2019 году награждён Крестом Свободы и Солидарности.